# 61e Primetime Emmy Awards
De 61e Primetime Emmy Awards, waarbij prijzen werden uitgereikt in verschillende categorieën voor de beste Amerikaanse televisieprogramma's die in primetime werden uitgezonden tussen 1 juni 2008 en 31 mei 2009, vond plaats op 20 september 2009 in het Nokia Theatre in Hollywood, Californië. De ceremonie werd gepresenteerd door Neil Patrick Harris.

## Winnaars en nominaties – televisieprogramma's
(De winnaars staan bovenaan in vet lettertype.)

#### Dramaserie
(Outstanding Drama Series)
- Mad Men (AMC)
  - Big Love (HBO)
  - Breaking Bad (AMC)
  - Damages (FX)
  - Dexter (Showtime)
  - House (Fox)
  - Lost (ABC)

#### Komische serie
(Outstanding Comedy Series)
- 30 Rock (NBC)
  - Entourage (HBO)
  - Family Guy (Fox)
  - Flight of the Conchords (HBO)
  - How I Met Your Mother (CBS)
  - The Office (NBC)
  - Weeds (Showtime)

#### Miniserie
(Outstanding Mini Series)
- Little Dorrit (PBS)
  - Generation Kill (HBO)

#### Televisiefilm
(Outstanding Made for Television Movie)
- Grey Gardens (HBO)
  - Coco Chanel (Lifetime)
  - Into the Storm (HBO)
  - Prayers for Bobby (Lifetime)
  - Taking Chance (HBO)

#### Varieté-, Muziek- of komische show
(Outstanding Variety, Music or Comedy Series)
- The Daily Show with Jon Stewart (Comedy Central)
  - The Colbert Report (Comedy Central)
  - Late show with David Letterman (CBS)
  - Real Time with Bill Maher (HBO)
  - Saturday Night Live (NBC)

#### Varieté-, Muziek- of komische special
(Outstanding Variety, Music or Comedy Special)
- The Kennedy Center Honors (CBS)
  - Chris Rock: Kill the Messenger (HBO)
  - Kathy Griffin: She'll Cut a Bitch (Bravo)
  - Ricky Gervais: Out of England—The Stand-Up Special (HBO)
  - You're Welcome America: A Final Night with George W. Bush (HBO)

#### Reality competitie
(Outstanding Reality-Competition Program)
- The Amazing Race (CBS)
  - American Idol (Fox)
  - Dancing with the Stars (ABC)
  - Project Runway (Bravo)
  - Top Chef (Bravo)

#### Reality
(Outstanding Reality Programm)
- Intervention (A&E Network)
  - Antiques Roadshow (PBS)
  - Dirty Jobs (Discovery Channel)
  - Dog Whisperer (National Geographic Channel)
  - Kathy Griffin: My Life on the D-List (Bravo)
  - MythBusters (Discovery Channel)

#### Korte animatie
(Outstanding Animated Program (for Programming Less Than One Hour))
- South Park (Comedy Central)
  - American Dad! (FOX)
  - Robot Chicken (Cartoon Network)
  - The Simpsons (FOX)

#### Jeugdprogramma
(Outstanding Children's Program)
- Wizards of Waverly Place (Disney Channel)
  -  iCarly (Nickelodeon)
  -  Hannah Montana (Disney Channel)

## Winnaars en nominaties – acteurs

### Hoofdrollen

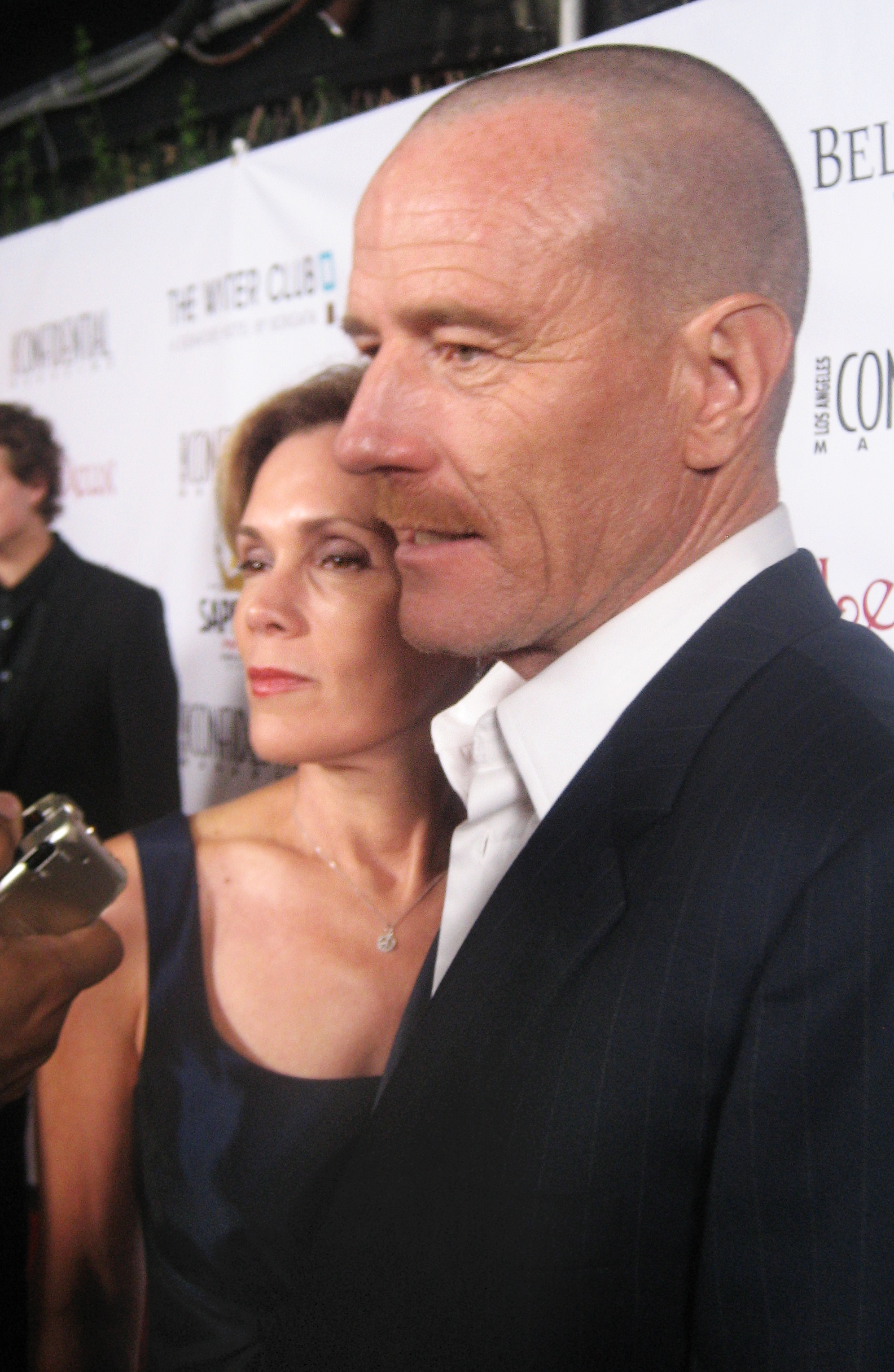
Bryan Cranston (Breaking Bad), winnaar mannelijke hoofdrol in een dramaserie

#### Mannelijke hoofdrol in een dramaserie
(Outstanding Lead Actor in a Drama Series)
- Bryan Cranston als Walter White in Breaking Bad (AMC)
  - Simon Baker als Patrick Jane in The Mentalist (CBS)
  - Gabriel Byrne als Paul Weston in In Treatment (HBO)
  - Michael C. Hall als Dexter Morgan in Dexter (Showtime)
  - Jon Hamm als Don Draper in Mad Men (AMC)
  - Hugh Laurie als Dr.House in House (Fox)

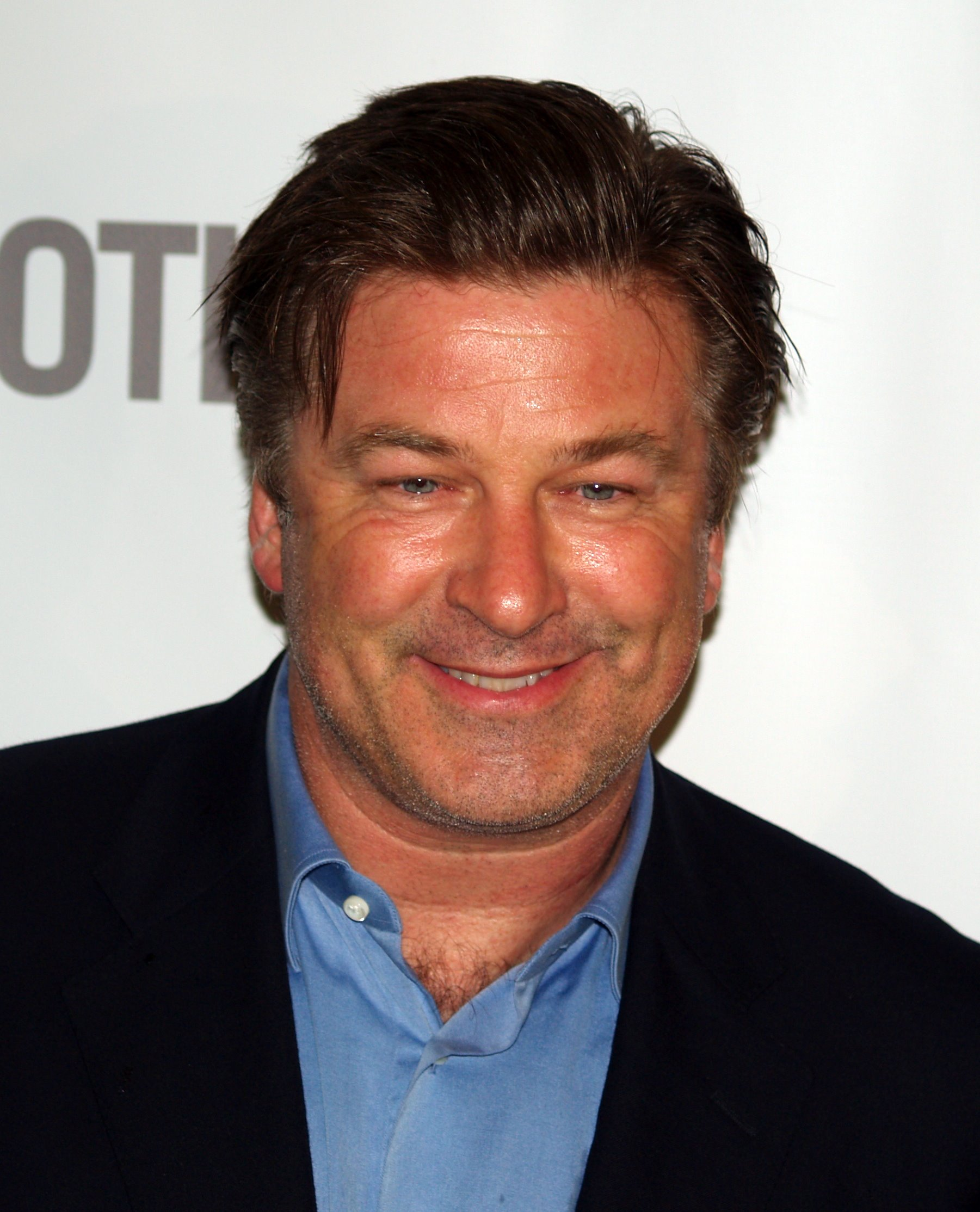
Alec Baldwin (30 Rock), winnaar mannelijke hoofdrol in een komische serie

#### Mannelijke hoofdrol in een komische serie
(Outstanding Lead Actor in a Comedy Series)
- Alec Baldwin als Jack Donaghy in 30 Rock (NBC)
  - Steve Carell als Michael Scott in The Office (NBC)
  - Jemaine Clement als Jemaine in Flight of the Conchords (HBO)
  - Jim Parsons als Sheldon Cooper in The Big Bang Theory (CBS)
  - Tony Shalhoub als Adrian Monk in Monk (USA Network)
  - Charlie Sheen als Charlie Harper in Two and a Half Men (CBS)

#### Mannelijke hoofdrol in een miniserie of televisiefilm
(Outstanding Lead Actor in a Miniseries or Movie)
- Brendan Gleeson als Winston Churchill in Into the Storm (HBO)
  - Kevin Bacon als  Michael Strobl in Taking Chance (HBO)
  - Kenneth Branagh als Kurt Wallander in Wallander: One Step Behind (PBS)
  - Kevin Kline als Cyrano de Bergerac in Cyrano de Bergerac (PBS)
  - Ian McKellen als King Lear in King Lear (PBS)
  - Kiefer Sutherland als Jack Bauer in 24: Redemption (FOX)

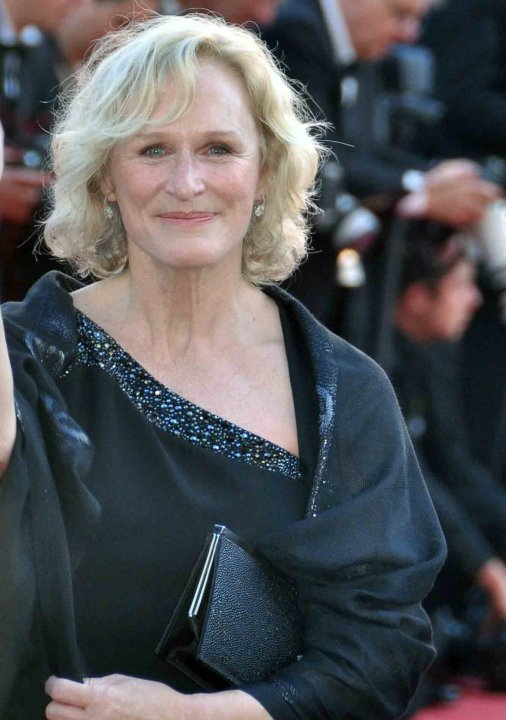
Glenn Close (Damages), winnaar vrouwelijke hoofdrol in een dramaserie

#### Vrouwelijke hoofdrol in een dramaserie
(Outstanding Lead Actress in a Drama Series)
- Glenn Close als Patty Hewes in Damages (FX)
  - Sally Field als Nora Walker in Brothers & Sisters (ABC)
  - Mariska Hargitay als Olivia Benson in Law & Order: Special Victims Unit (NBC)
  - Holly Hunter als Grace Hanadarko in Saving Grace (TNT)
  - Elisabeth Moss als Peggy Olson in Mad Men (AMC)
  - Kyra Sedgwick als Brenda Leigh Johnson in The Closer (TNT)

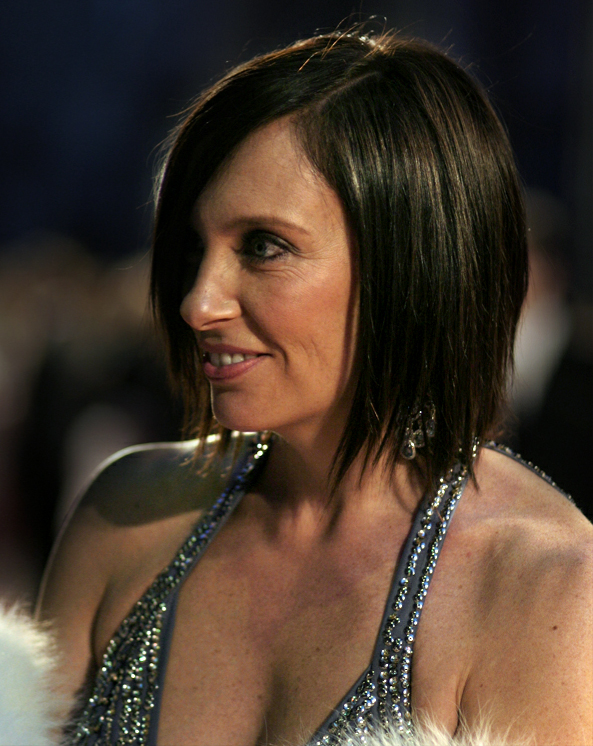
Toni Collette (United States of Tara), winnaar vrouwelijke hoofdrol in een komische serie

#### Vrouwelijke hoofdrol in een komische serie
(Outstanding Lead Actress in a Comedy Series)
- Toni Collette als Tara Gregson in United States of Tara (Showtime)
  - Christina Applegate als Samantha Newly in Samantha Who? (ABC)
  - Tina Fey als Liz Lemon in 30 Rock (NBC)
  - Julia Louis-Dreyfus als Christine Campbe in The New Adventures of Old Christine (CBS)
  - Mary-Louise Parker als Nancy Botwin in Weeds (Showtime)
  - Sarah Silverman als Sarah Silverman in The Sarah Silverman Program (Comedy Central)

#### Vrouwelijke hoofdrol in een miniserie of televisiefilm
(Outstanding Lead Actress in a Miniseries or a Movie)
- Jessica Lange als Edith Ewing Bouvier Beale in Grey Gardens (HBO)
  - Drew Barrymore als Edith Bouvier Beale in Grey Gardens (HBO)
  - Shirley MacLaine als Coco Chanel in Coco Chanel (Lifetime)
  - Sigourney Weaver als Mary Griffith in Prayers for Bobby (Lifetime)
  - Chandra Wilson als Yvonne in Accidental Friendship (Hallmark Channel)

### Bijrollen

#### Mannelijke bijrol in een dramaserie
(Outstanding Supporting Actor in a Drama Series)
- Michael Emerson als Benjamin Linus in Lost (ABC)
  - Christian Clemenson als Jerry Espenson in Boston Legal (ABC)
  - William Hurt als Daniel Purcell in Damages (FX)
  - Aaron Paul als Jesse Pinkman in Breaking Bad (AMC)
  - William Shatner als Denny Crane in Boston Legal (ABC)
  - John Slattery als Roger Sterling in Mad Men (AMC)

#### Mannelijke bijrol in een komische serie
(Outstanding Supporting Actor in a Comedy Series)
- Jon Cryer als Alan Harper in Two and a Half Men (CBS)
  - Kevin Dillon als Johnny "Drama" Chase in Entourage (HBO)
  - Neil Patrick Harris als Barney Stinson in How I Met Your Mother (CBS)
  - Jack McBrayer als Kenneth Parcell in 30 Rock (NBC)
  - Tracy Morgan als Tracy Jordan in 30 Rock (NBC)
  - Rainn Wilson als Dwight Schrute in The Office (NBC)

#### Mannelijke bijrol in een miniserie of televisiefilm
(Outstanding Supporting Actor in a Miniseries or Movie)
- Ken Howard als Phelan Beale in Grey Gardens (HBO)
  - Len Cariou als Franklin D. Roosevelt in Into the Storm (HBO)
  - Tom Courtenay als Mr. Dorrit in Little Dorrit (PBS)
  - Bob Newhart als Judson in The Librarian: Curse of the Judas Chalice (TNT)
  - Andy Serkis als Rigaud in Little Dorrit (PBS)

#### Vrouwelijke bijrol in een dramaserie
(Outstanding Supporting Actress in a Drama Series)
- Cherry Jones als President Allison Taylor in 24 (FOX)
  - Rose Byrne als Ellen Parsons in Damages (FX)
  - Hope Davis als Mia in In Treatment (HBO)
  - Sandra Oh als Dr. Cristina Yang in Grey's Anatomy (ABC)
  - Dianne Wiest als Gina in In Treatment (HBO)
  - Chandra Wilson als Dr. Miranda Bailey in Grey's Anatomy (ABC)

#### Vrouwelijke bijrol in een komische serie
(Outstanding Supporting Actress in a Comedy Series)
- Kristin Chenoweth als Olive Snook in Pushing Daisies (ABC)
  - Jane Krakowski als Jenna Maroney in 30 Rock (NBC)
  - Elizabeth Perkins als Celia Hodes in Weeds (Showtime)
  - Amy Poehler voor diverse rollen in Saturday Night Live (NBC)
  - Kristen Wiig voor diverse rollen in Saturday Night Live (NBC)
  - Vanessa L. Williams als Wilhelmina Slater in Ugly Betty (ABC)

#### Vrouwelijke bijrol in een miniserie of televisiefilm
(Outstanding Supporting Actress in a Miniseries or Movie)
- Shohreh Aghdashloo als Sadschida Talfah in House of Saddam (HBO)
  - Marcia Gay Harden als Janina in The Courageous Heart of Irena Sendler (CBS)
  - Janet McTeer als Clementine Churchill in Into the Storm (HBO)
  - Jeanne Tripplehorn als Jacqueline Kennedy Onassis in Grey Gardens (HBO)
  - Cicely Tyson als Pearl in Relative Stranger (Hallmark Channel)

### Gastrollen

#### Mannelijke gastrol in een dramaserie
(Outstanding Guest Actor in a Drama Series)
- Michael J. Fox als Dwight in Rescue Me (Episode: "Sheila") (FX)
  - Edward Asner als Abraham Klein in CSI: NY (Episode: "Yahrzeit") (CBS)
  - Ernest Borgnine als Paul Manning in ER (Episode: "And in the End") (NBC)
  - Ted Danson als Arthur Forbisher in Damages (Episode: "They Had to Tweeze That Out of My Kidney") (FX)
  - Jimmy Smits als Miguel Prado in Dexter (Episode: "Go Your Own Way") (Showtime)

#### Mannelijke gastrol in een komische serie
(Outstanding Guest Actor in a Comedy Series)
- Justin Timberlake in Saturday Night Live (Episode: "Host: Justin Timberlake") (NBC)
  - Alan Alda als Milton Greene in 30 Rock (Episode: "Mamma Mia") (NBC)
  - Beau Bridges als Eli Scruggs in Desperate Housewives (Episode: "The Best Thing That Ever Could Have Happened") (ABC)
  - Jon Hamm als Dr. Drew Baird in 30 Rock (Episode: "The Bubble") (NBC)
  - Steve Martin als Gavin Volure in 30 Rock (Episode: "Gavin Volure") (NBC)

#### Vrouwelijke gastrol in een dramaserie
(Outstanding Guest Actress in a Drama Series)
- Ellen Burstyn als Bernardette Stabler in Law & Order: Special Victims Unit (Episode: "Swing") (NBC)
  - Brenda Blethyn als Linnie Malcolm/Caroline Cantwell in Law & Order: Special Victims Unit (Episode: "Persona") (NBC)
  - Carol Burnett als Bridget "Birdie" Sulloway in Law & Order: Special Victims Unit (Episode: "Ballerina") (NBC)
  - Sharon Lawrence als Robbie Stevens in Grey's Anatomy (Episode: "No Good At Saying Sorry (One More Chance)") (ABC)
  - CCH Pounder als Mrs. Curtin in The No. 1 Ladies' Detective Agency (Episode: "The Boy With The African Heart") (HBO)

#### Vrouwelijke gastrol in een komische serie
(Outstanding Guest Actress in a Comedy Series)
- Tina Fey als Sarah Palin in Saturday Night Live (Episode: "Presidential Bash 2008") (NBC)
  - Jennifer Aniston als Claire in 30 Rock (Episode: "The One With The Cast Of 'Night Court'") (NBC)
  - Christine Baranski als Beverly Hofstadter in The Big Bang Theory (Episode: "The Maternal Capacitance") (CBS)
  - Gena Rowlands als Marge in Monk (Episode: "Mr. Monk And The Lady Next Door") (USA)
  - Elaine Stritch als Colleen Donaghy in 30 Rock (Episode: "Christmas Special") (NBC)
  - Betty White als Crazy Witch Lady in My Name Is Earl (Episode: "Witch Lady") (NBC)